# دیلن پن
دیلن فرانسس پن (انگلیسی: Dylan Penn؛ زادهٔ ۱۳ آوریل ۱۹۹۱) مدل و هنرپیشه اهل ایالات متحده آمریکا است.
او در فیلم الویس و نیکسون بازی کرده است.